# 恰尔嘎木错
恰尔嘎木错也称恰岗错（藏語：ཇ་སྒམ་མཚོ།，威利转写：ja sgam mtsho，THL：Jagam Tso）位于中国西藏自治区那曲市尼玛县境内，地处尼玛县中部。湖面海拔4750米，面积21平方公里。湖区气候寒冷干燥，年均气温-6℃，年均降水量150～200毫米左右。湖水主要依靠地表径流补给。集水区面积1037平方公里。